# Calcio Padova 2022-2023
Questa voce raccoglie le informazioni riguardanti il Calcio Padova nelle competizioni ufficiali della stagione 2022-2023.

## Stagione
Nella stagione 2022-2023 il Padova disputa il girone A del campionato di Serie C, raccoglie 59 punti con il quinto posto finale. La squadra biancoscudata disputa i Play-off, nei quali nel primo turno supera (1-0) la Pergolettese, nel secondo turno incrocia la Virtus Verona, che si impone all'Euganeo (0-1), lasciando i patavini in Serie C. Il campionato è stato chiuso in crescendo dal Padova, nel girone di andata allenato da Bruno Caneo ha chiuso il girone con solo 24 punti. Meglio il girone di ritorno allenato da Vincenzo Torrente nel quale ottiene 35 punti. Partecipa con poca fortuna alla Coppa Italia Frecciarossa dove viene superata nel turno preliminare (3-0) dal Bari. Poi il Padova partecipa alla Coppa Italia di Serie C vinta nella scorsa stagione, avendo disputato la Coppa nazionale parte dal secondo turno, nel quale supera l'Imolese (1-0), negli ottavi supera il Gubbio (1-0), nei quarti perde (1-2) con la Juventus Next Gen.

## Divise e sponsor
- Colori sociali: prima maglia bianca con inserti rossi, calzoncini e calzettoni bianchi, scudo sul petto rosso. Seconda maglia rossa con inserti s scudo bianchi.
- Main Sponsor: Repley, facile energy. Sponsor tecnico: Macron.

## Rosa
Rosa aggiornata al 21 gennaio 2023.
| N. |                                 | Ruolo | Calciatore                  |
| -- | ------------------------------- | ----- | --------------------------- |
| 1  | Italia (bandiera)               | P     | Alessandro Zanellati        |
| 2  | Italia (bandiera)               | D     | Filippo Delli Carri         |
| 3  | Argentina (bandiera)            | D     | Nahuel Valentini (capitano) |
| 4  | Italia (bandiera)               | D     | Francesco Belli             |
| 5  | Romania (bandiera)              | D     | Matei Ilie                  |
| 7  | Italia (bandiera)               | A     | Enrico Piovanello           |
| 8  | Italia (bandiera)               | C     | Umberto Germano             |
| 9  | Italia (bandiera)               | A     | Fabio Ceravolo              |
| 10 | Italia (bandiera)               | C     | Igor Radrezza               |
| 11 | Italia (bandiera)               | C     | Jacopo Dezi                 |
| 12 | Italia (bandiera)               | P     | Mattia Fortin               |
| 13 | Italia (bandiera)               | D     | Roberto Crivello            |
| 14 | Bosnia ed Erzegovina (bandiera) | C     | Aljoša Vasić                |
| 15 | Italia (bandiera)               | D     | Giovanni Leoni              |
| 16 | Italia (bandiera)               | C     | Jacopo Bacci                |
| 19 | Italia (bandiera)               | A     | Luca Gagliano               |

| N. |                          | Ruolo | Calciatore          |
| -- | ------------------------ | ----- | ------------------- |
| 20 | Italia (bandiera)        | A     | Simone Russini      |
| 21 | Italia (bandiera)        | A     | Michael Liguori     |
| 22 | Italia (bandiera)        | P     | Antonio Donnarumma  |
| 23 | Slovenia (bandiera)      | C     | Enej Jelenič        |
| 24 | Italia (bandiera)        | C     | Carmine Cretella    |
| 25 | Italia (bandiera)        | D     | Bernardo Calabrese  |
| 26 | Nuova Zelanda (bandiera) | D     | Niko Kirwan         |
| 27 | Brasile (bandiera)       | D     | Felipe Curcio       |
| 29 | Italia (bandiera)        | D     | Andrea Zanchi       |
| 30 | Italia (bandiera)        | D     | Andrea Gasbarro     |
| 31 | Italia (bandiera)        | A     | Tommaso Ghirardello |
| 32 | Italia (bandiera)        | C     | Tommaso Miccoli     |
| 32 | Italia (bandiera)        | A     | Mattia Bortolussi   |
| 33 | Italia (bandiera)        | C     | Simone Franchini    |
| 37 | Italia (bandiera)        | A     | Michael De Marchi   |

## Organigramma societario
Area direttiva
- Presidente: Alessandra Bianchi
- Segretario sportivo: Fabio Pagliani
- Amministrazione: Benedetto Facchinato
- Team manager: Andrea Bonfanti

Area tecnica
- Allenatore: Bruno Caneo poi Vincenzo Torrente
- Secondo allenatore: Raffaele Longo
- Direttore sportivo: Massimiliano Mirabelli
- Club manager: Trevor Trevisan

## Calciomercato

### Sessione estiva(dall'1/7 all'1/9)
| Acquisti         | Acquisti             | Acquisti         | Acquisti               |
| R.               | Nome                 | da               | Modalità               |
| ---------------- | -------------------- | ---------------- | ---------------------- |
| P                | Alessandro Zanellati | Giana Erminio    | definitivo             |
| D                | Francesco Belli      | Bari             | definitivo             |
| D                | Bernardo Calabrese   | Verona           | definitivo             |
| D                | Andrea Zanchi        |                  | svincolato             |
| C                | Igor Radrezza        | Reggiana         | definitivo (40 mila €) |
| C                | Carmine Cretella     | Paganese         | definitivo             |
| A                | Michael Liguori      | Campobasso       | definitivo             |
| A                | Michael De Marchi    | Pescara          | definitivo             |
| A                | Luca Gagliano        | Cagliari         | definitivo             |
| A                | Simone Russini       |                  | svincolato             |
| Altre operazioni |                      |                  |                        |
| R.               | Nome                 | da               | Modalità               |
| P                | Piero Burigana       | Fiorenzuola      | fine prestito          |
| P                | Salvatore Trezza     | Audace Cerignola | fine prestito          |
| D                | Joel Baraye          | Monopoli         | fine prestito          |
| D                | Jordan Boli          | Empoli           | fine prestito          |
| D                | Enrico Biancon       | Chiasso          | fine prestito          |
| D                | Lorenzo Contessa     | Rimini           | fine prestito          |
| C                | Davide Buglio        | Monterosi Tuscia | fine prestito          |
| C                | Simone Franchini     | Monterosi Tuscia | fine prestito          |
| C                | Fabio Castellano     | Pistoiese        | fine prestito          |
| C                | Aljoša Vasić         | Lecco            | fine prestito          |
| A                | Tommaso Biasci       | Catanzaro        | fine prestito          |
| A                | Andrea Silipo        | Palermo          | fine prestito          |
| A                | Enrico Piovanello    | Mantova          | fine prestito          |

| Cessioni         | Cessioni            | Cessioni        | Cessioni                |
| R.               | Nome                | a               | Modalità                |
| ---------------- | ------------------- | --------------- | ----------------------- |
| P                | Alvise Gherardi     | Montecchio      | definitivo              |
| P                | Piero Burigana      | Lecco           | definitivo              |
| D                | Lorenzo Contessa    | United Riccione | definitivo              |
| D                | Arlind Ajeti        | Pordenone       | definitivo              |
| D                | Eddy Cabianca       | Luparense       | definitivo              |
| D                | Jordan Boli         | Empoli          | definitivo              |
| D                | Carlo Pelegatti     | Carrarese       | definitivo              |
| C                | Simone Della Latta  | Carrarese       | definitivo              |
| C                | Ronaldo             | L.R. Vicenza    | definitivo (150 mila €) |
| C                | Saber Hralec        | Cesena          | definitivo              |
| C                | Andrea Settembrini  | Arezzo          | definitivo              |
| C                | Davide Buglio       | Siena           | definitivo              |
| C                | Fabio Castellano    | Imolese         | definitivo              |
| A                | Andrea Silipo       | Palermo         | definitivo (200 mila €) |
| A                | Tomasso Biasci      | Catanzaro       | definitivo (50 mila €)  |
| A                | Francesco Nicastro  | Pontedera       | definitivo              |
| A                | Claudio Santini     | Rimini          | definitivo              |
| A                | Cosimo Chiricó      | Crotone         | definitivo              |
| Altre operazioni |                     |                 |                         |
| R.               | Nome                | a               | Modalità                |
| P                | Gianmarco Vannucchi |                 | svincolato              |
| D                | Enrico Biancon      |                 | svincolato              |
| A                | Karamoko Cissé      |                 | svincolato              |

### Sessione invernale (dal 1/1 al 31/1)
| Acquisti | Acquisti            | Acquisti | Acquisti |
| R.       | Nome                | da       | Modalità |
| -------- | ------------------- | -------- | -------- |
| D        | Roberto Crivello    | Palermo  | prestito |
| D        | Filippo Delli Carri | Como     | prestito |

| Cessioni | Cessioni        | Cessioni  | Cessioni   |
| R.       | Nome            | a         | Modalità   |
| -------- | --------------- | --------- | ---------- |
| C        | Umberto Germano | Triestina | definitivo |
| A        | Alfredo Bifulco | Taranto   | definitivo |

## Risultati

### Serie C

#### Girone di andata
| Arbitro: | Emmanuele (Pisa) |

|          |           |  |
| Comi 67’ | Marcatori |  |

| Arbitro: | Saia (Palermo) |

|                             |           |            |
| Dezi 30’ (rig.) Russini 84’ | Marcatori | 51’ Stoppa |

| Arbitro: | Crezzini (Siena) |

|                  |           |                          |
| Iling 89’ (rig.) | Marcatori | 65’ Liguori 86’ Cretella |

| Arbitro: | Pezzopane (L'Aquila) |

|                            |           |  |
| Liguori 15’, 23’ Vasic 63’ | Marcatori |  |

| Arbitro: | Monaldi (Macerata) |

|  |           |           |
|  | Marcatori | 55’ Vasic |

| Arbitro: | Pascarella (Nocera Inferiore) |

|          |           |            |
| Dezi 42’ | Marcatori | 51’ Icardi |

| Arbitro: | Virgilio (Trapani) |

|                                                     |           |  |
| Abiuso 14’, 25’ Iori 40’ Varas 49’ (rig.) Villa 70’ | Marcatori |  |

| Padova 16 ottobre 2022, ore 17:30 CEST 8ª giornata | Padova         | 0 – 0 referto | Virtus Verona | Stadio Euganeo (3 143 spett.)\| Arbitro: \| Caldera (Como) \| |
| Arbitro:                                           | Caldera (Como) |               |               |                                                               |

| Arbitro: | Di Marco (Ciampino) |

|  |           |                              |
|  | Marcatori | 32’ Piovanello 78’ De Marchi |

| Arbitro: | Collu (Cagliari) |

|              |           |                           |
| Ceravolo 57’ | Marcatori | 29’ Galuppini 90+1’ Rocca |

| Arbitro: | Scatena (Avezzano) |

|             |           |              |
| Zunno 90+1’ | Marcatori | 10’ Ceravolo |

| Arbitro: | Panettella (Gallarate) |

|                         |           |                     |
| Liguori 45’, 63’ (rig.) | Marcatori | 41’ Cester 74’ Fyda |

| Arbitro: | Fiero (Pistoia) |

|                       |           |  |
| A. Sala 35’ Gerbi 53’ | Marcatori |  |

| Arbitro: | Ancora (Roma) |

|                              |           |                   |
| Liguori 13’ (rig.) Belli 56’ | Marcatori | 48’ Zoma 55’ Cori |

| Arbitro: | Giaccaglia (Jesi) |

|  |           |               |
|  | Marcatori | 78’ Baldassin |

| Arbitro: | Crezzini (Siena) |

|              |           |  |
| Miracoli 81’ | Marcatori |  |

| Arbitro: | Leone (Barletta) |

|                       |           |                 |
| Vasic 29’ Liguori 89’ | Marcatori | 90+3’ Saporetti |

| Arbitro: | Cavaliere (Paola) |

|                      |           |                      |
| Ilari 4’ Giudici 55’ | Marcatori | 29’ (aut.) Zambataro |

| Arbitro: | Catanoso (Reggio Calabria) |

|                  |           |                     |
| Iotti 15’ (aut.) | Marcatori | 12’ (rig.) Guccione |

#### Girone di ritorno
| Arbitro: | Calzavara (Varese) |

|             |           |  |
| Russini 70’ | Marcatori |  |

| Arbitro: | Nicolini (Brescia) |

|                |           |             |
| F. Ferrari 70’ | Marcatori | 20’ Jelenič |

| Arbitro: | Saia (Palermo) |

|             |           |                        |
| Liguori 19’ | Marcatori | 47’ (rig.) Barrenechea |

| Arbitro: | Mastrodomenico (Matera) |

|  |           |                                          |
|  | Marcatori | 44’ Valentini 73’ Jelenič 90+2’ Radrezza |

| Arbitro: | Di Marco (Ciampino) |

|           |           |             |
| Vasic 38’ | Marcatori | 30’ Torrasi |

| Salò 1º febbraio 2023, ore 18:00 CET 25ª giornata | Feralpisalò            | 0 – 0 referto | Padova | Stadio Lino Turina (550 spett.)\| Arbitro: \| Delrio (Reggio Emilia) \| |
| Arbitro:                                          | Delrio (Reggio Emilia) |               |        |                                                                         |

| Arbitro: | Andreano (Prato) |

|  |           |                              |
|  | Marcatori | 4’ Iori 62’ Villa 66’ Bariti |

| Arbitro: | Luongo (Napoli) |

|             |           |           |
| Faedo 90+2’ | Marcatori | 41’ Vasic |

| Arbitro: | Milone (Taurianova) |

|                 |           |          |
| Delli Carri 88’ | Marcatori | 34’ Masi |

| Arbitro: | Petrella (Viterbo) |

|               |           |                                      |
| Galuppini 72’ | Marcatori | 11’ Vasic 51’ Bortolussi 84’ Russini |

| Arbitro: | Turrini (Firenze) |

|                  |           |           |
| Bortolussi 45+1’ | Marcatori | 67’ Gonzi |

| Arbitro: | Ceriello (Chiari) |

|  |           |             |
|  | Marcatori | 77’ Cannavò |

| Padova 15 marzo 2023, ore 18:00 CET 32ª giornata | Padova               | 0 – 0 referto | Pro Sesto | Stadio Euganeo (2 245 spett.)\| Arbitro: \| Costanza (Agrigento) \| |
| Arbitro:                                         | Costanza (Agrigento) |               |           |                                                                     |

| Arbitro: | Luongo (Napoli) |

|                                 |           |                                        |
| Cocco 44’ (rig.) Borghini 90+3’ | Marcatori | 20’ Liguori 59’ Bortolussi 80’ Jelenič |

| Arbitro: | Vingo (Pisa) |

|                               |           |  |
| G. Esposito 19’ Saporetti 77’ | Marcatori |  |

| Arbitro: | Madonia (Palermo) |

|                                   |           |  |
| Bortolussi 52’ Liguori 73’ (rig.) | Marcatori |  |

| Arbitro: | Restaldo (Ivrea) |

|  |           |           |
|  | Marcatori | 47’ Vasic |

| Arbitro: | Perri (Roma) |

|                                  |           |             |
| Vasic 5’ Jelenič 27’ Russini 77’ | Marcatori | 64’ Tordini |

| Arbitro: | Castellone (Napoli) |

|                |           |                                      |
| Pierobon 45+1’ | Marcatori | 33’ Delli Carri 56’ Jelenič 81’ Ilie |

### Play-off

#### Spareggi
| Arbitro: | Arena (Torre del Greco) |

|             |           |  |
| Liguori 72’ | Marcatori |  |

| Arbitro: | Carrione (Castellammare di Stabia) |

|  |           |              |
|  | Marcatori | 81’ J. Gómez |

### Coppa Italia

#### Turni eliminatori
| Arbitro: | Dionisi (L'Aquila) |

|                              |           |  |
| Botta 8’ Cheddira 16’, 90+2’ | Marcatori |  |

### Coppa Italia Serie C

#### Turni eliminatori
| Arbitro: | Madonia (Palermo) |

|             |           |  |
| Bifulco 65’ | Marcatori |  |

#### Fase finale
| Arbitro: | Milone (Taurianova) |

|              |           |  |
| Monaco 90+1’ | Marcatori |  |

| Arbitro: | Perri (Roma) |

|                 |           |                          |
| De Marchi 90+2’ | Marcatori | 52’ L. Cerri 55’ Sekulov |

## Statistiche

### Statistiche di squadra
Aggiornate al 30 gennaio 2023
| Competizione         | Punti | In casa | In casa | In casa | In casa | In casa | In casa | In trasferta | In trasferta | In trasferta | In trasferta | In trasferta | In trasferta | Totale | Totale | Totale | Totale | Totale | Totale | D.R. |
| Competizione         | Punti | G       | V       | N       | P       | Gf      | Gs      | G            | V            | N            | P            | Gf           | Gs           | G      | V      | N      | P      | Gf     | Gs     | D.R. |
| -------------------- | ----- | ------- | ------- | ------- | ------- | ------- | ------- | ------------ | ------------ | ------------ | ------------ | ------------ | ------------ | ------ | ------ | ------ | ------ | ------ | ------ | ---- |
| Serie C              | 53    | 18      | 5       | 10      | 3       | 21      | 18      | 18           | 8            | 4            | 6            | 20           | 20           | 36     | 13     | 14     | 9      | 41     | 38     | +3   |
| Coppa Italia         | -     | 0       | 0       | 0       | 0       | 0       | 0       | 1            | 0            | 0            | 1            | 0            | 3            | 1      | 0      | 0      | 1      | 0      | 3      | -3   |
| Coppa Italia Serie C | -     | 3       | 2       | 0       | 1       | 3       | 2       | 0            | 0            | 0            | 0            | 0            | 0            | 3      | 2      | 0      | 1      | 3      | 2      | +1   |
| Totale               | 53    | 21      | 7       | 10      | 4       | 24      | 20      | 19           | 8            | 4            | 7            | 20           | 23           | 40     | 15     | 14     | 11     | 44     | 43     | +1   |

### Andamento in campionato
| Giornata  | 1  | 2 | 3 | 4 | 5 | 6 | 7 | 8 | 9 | 10 | 11 | 12 | 13 | 14 | 15 | 16 | 17 | 18 | 19 | 20 | 21 | 22 | 23 | 24 | 25 | 26 | 27 | 28 | 29 | 30 | 31 | 32 | 33 | 34 | 35 | 36 | 37 | 38 |
| --------- | -- | - | - | - | - | - | - | - | - | -- | -- | -- | -- | -- | -- | -- | -- | -- | -- | -- | -- | -- | -- | -- | -- | -- | -- | -- | -- | -- | -- | -- | -- | -- | -- | -- | -- | -- |
| Luogo     | T  | C | T | C | T | C | T | C | T | C  | T  | C  | T  | C  | C  | T  | C  | T  | C  | C  | T  | C  | T  | C  | T  | C  | T  | C  | T  | C  | T  | C  | T  | T  | C  | T  | C  | T  |
| Risultato | P  | V | V | V | V | N | P | N | V | P  | N  | N  | P  | N  | P  | P  | V  | P  | N  | V  | N  | N  | V  | N  | N  | P  | N  | N  | V  | N  | V  | N  | V  | P  | V  | V  | V  | V  |
| Posizione | 15 | 9 | 7 | 2 | 1 | 2 | 4 | 6 | 4 | 7  | 6  | 6  | 9  | 10 | 12 | 15 | 11 | 14 | 13 | 10 | 10 | 11 | 10 | 11 | 10 | 13 | 12 | 11 | 9  | 11 | 8  | 10 | 8  | 10 | 7  | 7  | 6  | 5  |

Legenda:

Luogo: C = Casa; T = Trasferta. Risultato: V = Vittoria; N = Pareggio; P = Sconfitta.